# Qianzhen
Qianzhen (chiń. upr. 前镇区; chiń. trad. 前鎮區; pinyin Qiánzhèn qū; Wade-Giles Ch’ien-chen ch’ü) – dzielnica (chiń. 區, qū) w rejonie miejskim miasta wydzielonego Kaohsiung na Tajwanie. 
23 czerwca 2009 komitet przy Ministrze Spraw Wewnętrznych Republiki Chińskiej zarekomendował scalenie dotychczasowego powiatu Kaohsiung (chiń. trad. 高雄縣; pinyin Gāoxióng xiàn) i miasta wydzielonego Kaohsiung (chiń. trad. 高雄直轄市; pinyin Gāoxióng zhíxiáshì) w jedno miasto wydzielone. Dotychczasowe dzielnice miejskie (chiń. 區, qū), jak Qianzhen, zachowały po scaleniu swój dotychczasowy status. Ustawa weszła w życie 25 grudnia 2010 roku.
Populacja dzielnicy Qianzhen w 2016 roku liczyła 191 262 mieszkańców – 97 179 kobiet i 94 083 mężczyzn. Liczba gospodarstw domowych wynosiła 78 566, co oznacza, że w jednym gospodarstwie zamieszkiwało średnio 2,43 osób.

## Demografia (2011–2016)
| Rok  | Liczba ludności | Gęstość zaludnienia | Kobiety | Mężczyźni | Gospodarstwa domowe |
| ---- | --------------- | ------------------- | ------- | --------- | ------------------- |
| 2011 | 197 693         | 10 339              | 99 627  | 98 066    | 76 930              |
| 2012 | 196 246         | 10 263              | 99 025  | 97 221    | 77 282              |
| 2013 | 194 835         | 10 189              | 98 525  | 96 310    | 77 627              |
| 2014 | 193 952         | 10 143              | 98 195  | 95 757    | 78 093              |
| 2015 | 192 593         | 10 072              | 97 693  | 94 900    | 78 388              |
| 2016 | 191 262         | 10 002              | 97 179  | 94 083    | 78 566              |